# مركبة إصلاح مدرعة

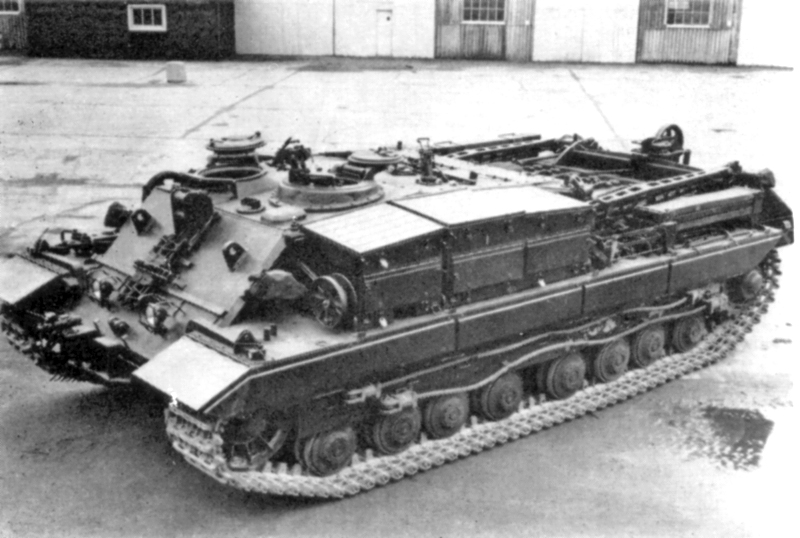
مركبة الإصلاح المدرعة كونكور

مركبة إصلاح مدرعة (بالإنجليزية: Armoured recovery vehicle)‏ اختصاراً ARV هي نوع من مركبات القتال المدرعة تستخدم في سحب وإصلاح الدبابات المعطوبة في ميدان المعارك أو المتضررة من الألغام المضادة للدروع.
وعادة ما تبنى مركبات الإصلاح المدرعة على الهياكل المعدنية لدبابات القتال الرئيسية بينما يبنى بعضها الأخر على هياكل مركبات القتال المدرعة الأخرى التي غالبا ما تكون ناقلات جنود مدعة، وغالبا ما تكون مركبات الإصلاح المدرعة مبنية على نفس هيكل الدبابة التي يفترض ان تصلحها.